# تماشاخانه ورونا

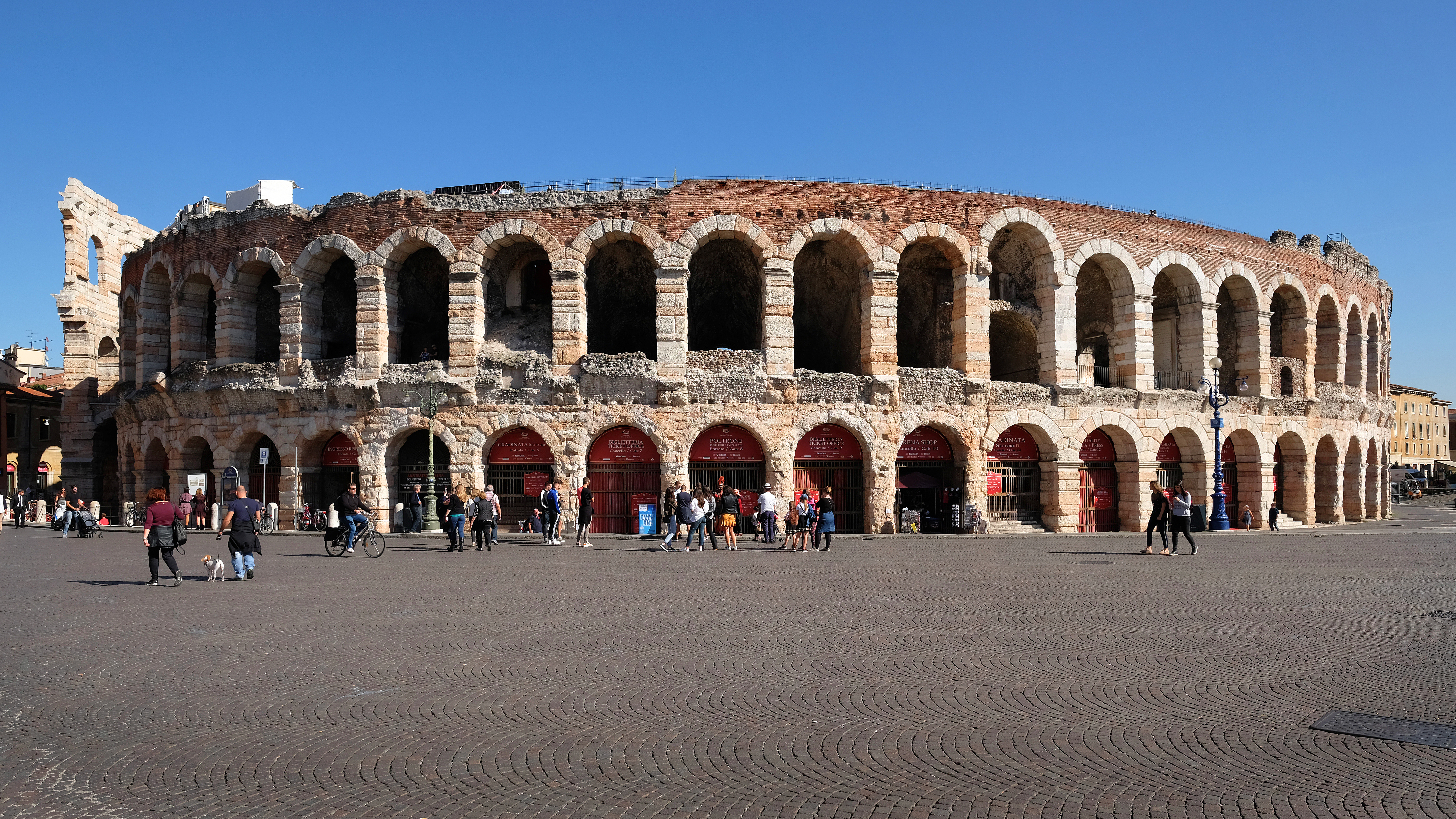
تماشاخانه ورونا در سال ۲۰۰۹

تماشاخانه ورونا یا ورونا آره‌نا (به [Arena di Verona] Error: {{Lang-xx}}: متن دارای نشانه‌گذاری ایتالیک است (راهنما)) یک تماشاخانه (آمفی‌تئاتر) رومی است که در میدان برا در شهر ورونا ایتالیا جای گرفته است. این بنا که در سده یکم میلادی ساخته شده است، امروزه همچنان مورد بهره‌برداری قرار دارد و آوازه‌اش را بیشتر از برگزاری اجراهای گسترده اپرا بدست آورده است.
این بنا در نوع خود یکی از بهترین سازه‌های باستانی است که تاکنون ساختار اصلی خود را همچنان نگاه داشته‌اند. گنجایش این تماشاخانه در دوران باستان نزدیک به سی هزار نفر بوده است، اما امروزه روز بیشینه پانزده هزار تن می‌توانند در این تماشاخانه حضور بهم رسانند.

## نگارخانه

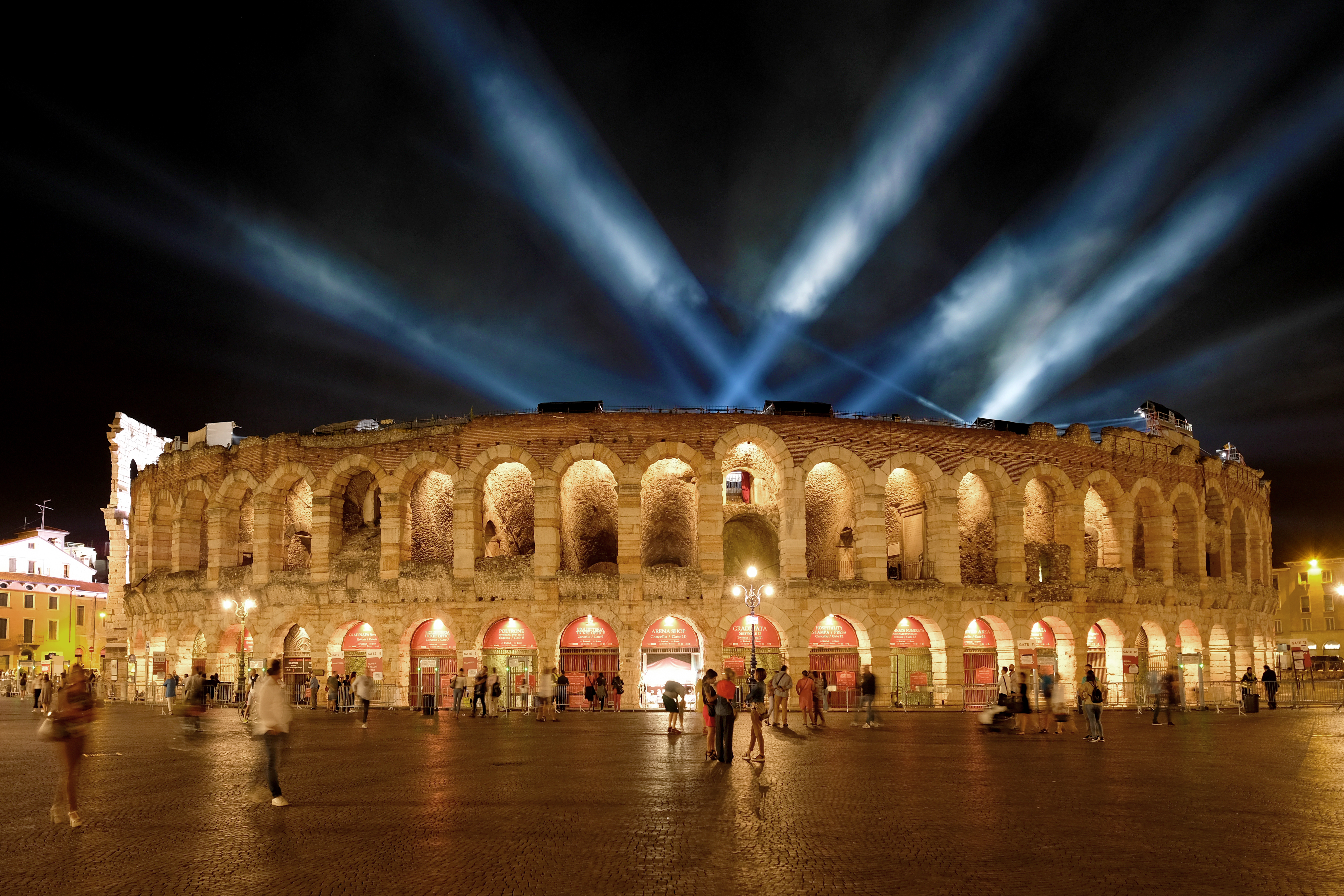